# Стівен Еванс (веслувальник)
Стівен Еванс (англ. Stephen Evans, 24 вересня 1962) — австралійський академічний веслувальник.
Бронзовий призер Олімпійських Ігор 1984 року в складі вісімки, учасник 1988 року.
Переможець Ігор Співдружності 1986 року в складі вісімки.
Чемпіон світу 1986 року в складі вісімки.